# Calyptomyrmex rufobrunnea
Calyptomyrmex rufobrunnea é uma espécie de formiga do gênero Calyptomyrmex, pertencente à subfamília Myrmicinae.